# Développement technologique
Pour les articles homonymes, voir Développement.
Le  développement consiste à transformer le principe d'un nouveau produit, procédé ou service en réalisation industrielle prête à être commercialisée ou exploitée.
Selon le Manuel de Frascati, le développement est une phase de la recherche et développement (R&D) correspondant à la mise au point d'une invention, d'un procédé, d'un composé chimique ou d'un produit. 
Ainsi, le développement d'un véhicule automobile consiste-t-il à transformer un avant-projet conçu par le bureau de style en un véhicule, ainsi qu'à concevoir l'ensemble de la chaîne de production qui le produira, tant chez le constructeur que chez le sous-traitant.